# Friend (安全地帯の曲)
「Friend」（フレンド）は、日本のロックバンドである安全地帯の楽曲。
1986年10月21日にKitty Recordsから13枚目のシングルとしてリリースされた。井上陽水とのコラボレーション・シングルとなった前作「夏の終りのハーモニー/俺はシャウト!」（1986年）よりおよそ1か月ぶりにリリースされたシングルであり、作詞は松井五郎、作曲は玉置浩二、編曲は安全地帯および星勝が担当している。
オーケストラを導入した壮大な演奏のロックバラードであり、後に中国語圏において多数の歌手によってカバーされている。
本作は玉置が出演した大王製紙「エリス ミステリアスフィットネス篇」のコマーシャルソングとして使用された。オリコンシングルチャートでは最高位7位となった。

## 音楽性と歌詞
ベスト・アルバム『ALL TIME BEST』（2017年）の楽曲解説では、本作の音楽性に関して松井五郎による歌詞と玉置浩二の歌唱を「胸を締め付ける」と表現し、またピアノによるイントロ部分が切ないながらもシンプルであり、中盤から情緒が感じられサビにおいてはストリングスによって感動を増幅させ、さらにエンディングではオーケストラによる壮大な演奏によって儚さを感じさせる構成となっていることに対して、「なんともドラマティックで、哀愁漂う美しいドラマが描かれている」と表記されている。また玉置の表現力が冴えわたっていることから、安全地帯の楽曲において本作を最も愛好するファンが多く、さらにアジア圏においても大きな支持を得ている楽曲であるとも表記している。

## リリース、メディアでの使用、プロモーション
本作は1986年10月21日にKitty Recordsより13枚目のシングルとして7インチレコードにてリリースされた。本作は大王製紙「エリス ミステリアスフィットネス篇」のコマーシャルソングとして使用された。
1986年10月24日放送分のテレビ朝日系音楽番組『ミュージックステーション』（1986年 - ）の第1回放送に出演し本作を披露した。同年12月5日には同番組において本作および「好きさ」を披露した。
1988年12月10日には8センチCDとして再リリースされた。

## チャート成績
オリコンシングルチャートにおいては最高位7位、登場週数は13回で売り上げ枚数は14.7万枚となった。
TBS系音楽番組『ザ・ベストテン』（1978年 - 1989年）では1986年11月6日放送分において第10位で初登場し、11月27日放送分では最高位となる第2位を獲得、12月4日放送分まで5週連続でベストテン入りを果たした。

## カバー
- IU - デジタルシングル（2012年）として配信[8]。
- ジャッキー・チュン（張學友） - 広東語バージョン、「沉默的眼睛」のタイトルでアルバム『Jacky 張學友』（1987年）に収録。
- 順子（英語版） - 中国普通語バージョン、「Dear Friend」のタイトルでアルバム『Dear Shunza』（2002年）に収録。
- ダニー・チャン（陳百強） - 広東語バージョン、「細想」のタイトルでアルバム『夢裡人』（1987年）に収録。
- 李克勤（英語版） - ジャッキー・チュンのカバーで広東語バージョン、「沉默的眼睛」のタイトルでアルバム『復克』（2013年）に収録。
- 森川美穂 - カバー・アルバム『another Face - tribute to Goro Matsui + Koji Tamaki -』（2019年）に収録。

## シングル収録曲
| 全作詞: 松井五郎、全作曲: 玉置浩二。 |                           |           |            |               |      |
| #                                    | タイトル                  | 作詞      | 作曲・編曲 | 編曲          | 時間 |
| 1.                                   | 「Friend」                | 松井五郎  | 玉置浩二   | 安全地帯 星勝 | 3:53 |
| 2.                                   | 「恋はDANCEではじめよう」 | 松井五郎  | 玉置浩二   | 安全地帯      | 1:55 |
| 合計時間:                            | 合計時間:                 | 合計時間: | 5:48       |               |      |

## リリース日一覧
| No. | リリース日     | レーベル      | 規格      | カタログ番号 | 最高順位 | 備考 |
| --- | -------------- | ------------- | --------- | ------------ | -------- | ---- |
| 1   | 1986年10月21日 | Kitty Records | 7インチ   | 7DS 0140     | 7位      |      |
| 2   | 1988年12月10日 | Kitty Records | 8センチCD | H10K-30042   | -        |      |

## 収録アルバム
「Friend」
- スタジオ音源
  - 『安全地帯V』（1986年）
  - 『I Love Youからはじめよう -安全地帯BEST-』（1988年）
  - 『THE VERY BEST of 安全地帯』（2001年）
  - 『Goro Matsui & Koji Tamaki Ballad Collection -Only You-』（2002年）
  - 『安全地帯 COMPLETE BEST』（2005年）
  - 『安全地帯 Hits』（2010年） - アレンジ、ボーカルを新録音して収録。
  - 『ALL TIME BEST』（2017年）
  - 『THE BEST ALBUM 40th ANNIVERSARY 〜あの頃へ〜』（2022年）
- ライブ音源
  - 『安全地帯LIVE』（1987年）
  - 『安全地帯VI LIVE 〜月に濡れたふたり〜』（2005年）
  - 『安全地帯 “完全復活” コンサートツアー2010 Special at 日本武道館 〜Start & Hits〜「またね…。」』（2010年）
  - 『安全地帯 IN 甲子園球場「さよならゲーム」』（2020年）
  - 『安全地帯 ALL TIME BEST「35」〜35th Anniversary Tour 2017〜LIVE IN 日本武道館』（2022年）

「恋はDANCEではじめよう」
- 『安全地帯 アナザー・コレクション -アルバム未収録曲集-』（1994年）